# Otting
Otting település Németországban, azon belül Bajorországban. Lakosainak száma 827 fő (2023. december 31.). Otting Treuchtlingen és Monheim községekkel határos.

## Népesség
A település népessége az elmúlt években az alábbi módon változott:
| Lakosok száma | 517  | 830  | 666  | 678  | 761  | 766  | 770  | 778  | 789  | 827  |
|               | 1875 | 1950 | 1975 | 1987 | 2012 | 2014 | 2016 | 2017 | 2021 | 2023 |